# Огризко Володимир Станіславович
Володи́мир Станісла́вович Огри́зко (нар. 1 квітня 1956, Київ, Українська РСР, СРСР) — український дипломат, міністр закордонних справ України з грудня 2007 до березня 2009. Надзвичайний і повноважний посол України (1996). Дійсний член (академік) Української академії геополітики та геостратегії (2024).

## Освіта
1978 — закінчив Київський державний університет ім. Шевченка, спеціаліст з міжнародних відносин, референт-перекладач з німецької мови. Кандидат історичних наук, володіє німецькою та англійською мовами.

## Дипломатична кар'єра
- У Міністерстві закордонних справ України з 1978:
- 1978–1980 — аташе Відділу преси МЗС УРСР.
- 1980–1981 — 3-й секретар Відділу преси МЗС УРСР.
- 1981–1983 — служба в Збройних Силах СРСР.
- 1983–1985 — 3-й секретар Відділу преси МЗС УРСР.
- 1985–1988 — 2-й секретар Відділу преси МЗС УРСР.
- 1988–1991 — 1-й секретар Відділу головного радника МЗС УРСР.
- Червень-липень 1991 р. — радник Відділу головного радника МЗС України.
- Липень 1991 — березень 1992 p. — радник Відділу політичного аналізу і координування МЗС України.
- 1992–1993 — радник Посольства України у ФРН.
- 1993–1994 — радник Посольства України в Австрії.
- 1994–1996 — радник Посольства України у ФРН.
- 1996–1999 — керівник Управління зовнішньої політики, керівник Головного управління з питань зовнішньополітичної діяльності Адміністрації Президента України.
- 1999–2004 — Надзвичайний і Повноважний Посол України в Австрії та Постійний представник України при міжнародних організаціях у Відні.
- 2004–2005 — Посол з особливих доручень Управління євроатлантичної співпраці МЗС України.
- 2005 — грудень 2007 — 1-й заступник міністра закордонних справ України.
- 18 грудня 2007 р. — 3 березня 2009 р. — міністр закордонних справ України.

## Політична кар'єра

### Перша номінація на міністра
1 грудня 2006 Верховна Рада відправила у відставку міністра закордонних справ Бориса Тарасюка. Президент Ющенко не прийняв цього рішення, і продовжував вважати Бориса Тарасюка міністром, таким чином увійшовши в конфронтацію з парламентом і урядом. Тарасюк не допускався на засідання уряду, і зрештою 30 січня 2007 подав у відставку. 31 січня президент Ющенко подав у Верховну Раду на затвердження міністром закордонних справ кандидатуру Володимира Огризка, який на той момент був першим заступником і фактично виконував функції міністра. Але парламент не затвердив пропозиції президента.
21 березня 2007 р. Верховна Рада призначила міністром Арсенія Яценюка, кандидатура якого була внесена після двократної відмови затвердити Огризка.

### Міністр закордонних справ
3 18 грудня 2007 — Міністр закордонних справ України в уряді Юлії Тимошенко, призначений за поданням президента Віктора Ющенка. На посаді, зокрема, займався питаннями правової регламентації перебування Чорноморського флоту Росії в Україні і переведенням питань організації його виводу в практичну площину. Активно підтримував Грузію під час збройного конфлікту з Росією у 2008, чим теж викликав незадоволення в Москві. Міністр закордонних справ України Володимир Огризко і його заступник Костянтин Єлісєєв нагороджені грузинським Орденом Честі за підтримку Грузії у війні з Росією.
У лютому 2009 українська преса повідомляла, що керівники дипломатичних представництв України при Європейському союзі, в країнах ЄС, США, Росії, Балканських країнах і Молдові отримали доручення терміново проінформувати офіційних осіб країн перебування на максимально високому рівні про «недобросовісні й неадекватні ситуації» дії прем'єр-міністра України Юлії Тимошенко.
17 лютого 2009 р. на сайті МЗС України з'явилася інформація про те, що в міністерство запросили посла Російської Федерації в Україні Віктора Черномирдіна. Під час зустрічі Огризко висловив Черномирдіну протест стосовно «недружніх і вкрай недипломатичних оцінок, коментарів і висловів на адресу України та її керівництва».
3 березня 2009 р. Верховна Рада України 250 голосами «за» проголосувала за відставку Володимира Огризка з посади міністра закордонних справ. Зокрема, за його відставку проголосували 174 народні депутати від фракції Партії регіонів, 49 — від БЮТ, 27 — від КПУ.

### Після відставки
17 березня 2009 Ющенко призначив В. Огризка першим заступником секретаря Ради національної безпеки і оборони України (указ президента України № 163/2009), куди він раніше входив за посадою як міністр закордонних справ. За два дні до інавгурації Віктора Януковича, 23 лютого 2010, Огризко подав у відставку з поста заступника голови РНБО. Наступного дня Ющенко прийняв відставку.
У вересні 2010 Огризко вступив до партії «Наша Україна». У липні 2012 він склав повноваження члена президії та заступника голови політради партії і припинив своє членство в ній.
З 2022 року проректор з міжнародної діяльності в Київському університеті імені Бориса Грінченка.

### Вибори до Верховної Ради 2014 року
На позачергових парламентських виборах 2014 року, балотувався по 223 округу у місті Києві від партії Ми українці. Зайняв третє місце з 10,81 % голосів.

## Бізнес-кар'єра
Станом на вересень 2024 року працює головним радником Голови правління ПАТ «Укрнафта».

## Громадська діяльність
Входить до Поважної ради Громадської ініціативи «Орден святого Пантелеймона».

Під час кривавих подій у Києві 18 лютого 2014 під час Євромайдану Володимир Огризко звернувся з відкритим «Зверненням до лідерів Європи та США, які ще в змозі діяти». В ній він звинуватив уряди Західних країн у проведенні пасивної політики бездіяльності та «невтручання» щодо України під час злочинів режиму Януковича проти власного народу. Він також нагадав про красномовне історичне «мовчання» під час Голодомору 1932—1933, Другої світової війни та про «умовляння» політичного керівництва України з боку західних держав кінця 1980-х «залишатися» у складі СРСР.

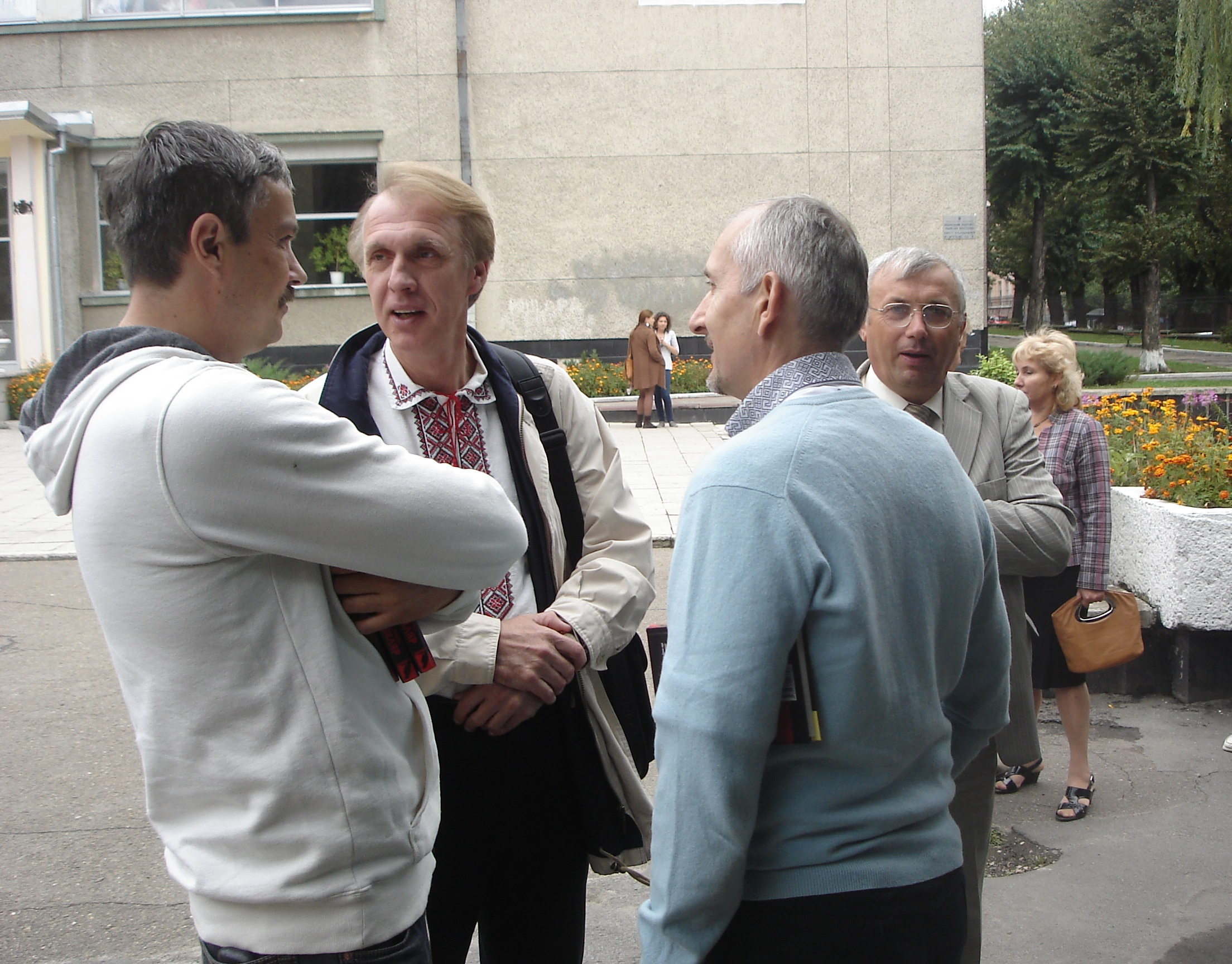
Володимир (у вишитій сорочці) на Форумі видавців у Львові (2012)

Він також застеріг лідерів Заходу проти передачі України під протекторат Москви. В такому випадку події в Україні можуть вилитися в більш жорстоку та криваву війну, ніж війна в колишній Югославії. Володимир Огризко апелював до совісті й моральних зобов'язань перед українським народом урядів Європи та США.

## Нагороди
- Орден «За заслуги» III ступеня (2006)[13]
- Відзнака Президента України — Хрест Івана Мазепи (2010)[14]
- Почесна грамота Кабінету Міністрів України (2002)[15]
- Почесна Грамота Центральної виборчої комісії (2006)[16]
- Нагороджений Почесною грамотою МЗС України, Відзнакою МЗС України І ступеня, іноземними державними нагородами.

## Сім'я
- син — Огризко Ростислав Володимирович — директор Першого територіального департаменту Міністерства закордонних справ України. Надзвичайний і Повноважний Посланник другого класу (2023)[17].

## Книги
- Огризко В. С. «Розпад Росії: загроза чи шанс?» / «The Disintegration of Russia: Threat or Opportunity?» — Київ: ДП «ГДІП», 2021. — 100 с. ISBN 978-617-95108-4-7
- Огризко В. С. «Доля недоімперії». — Київ: ДП «ГДІП», 2022. — 212 с. ISBN 978-617-8240-00-4
- «Багатовимірний рашизм: початок і кінець» / [укладач: В. С. Огризко] — Київ: ДП «ГДІП», 2023. — 245 с. ISBN 978-617-8240-06-6

## Інтерв'ю, публікації
- Огризко: «Україні потрібна нова права партія» Агентство Стратегічних Досліджень, 6 Червня 2013
- Володимир Огризко: Влада повелася, як тубільці, що позбулися золота за блискучі цяцьки Україна молода, № 14, 28 січня 2011
- Володимир Огризко: далі росіяни творитимуть ще гірші речі, від яких очі вилазитимуть 29.12.2010 УНІАН
- Огризко: Україна стає країною, яка грає за чужими зовнішньополітичними картами 27.05.2010 Радіо Свобода
- Огризко: Політична криза не вплинула на євроінтеграційні шанси України 07.10.2008 Deutsche Welle
- Огризко: Майбутнє Севастополя — не військова база, а туристична Мекка «Дзеркало тижня» № 14, 14 Квітень 2007
- Володимир Огризко. «Розпад Росії: загроза чи шанс» (презентація книги; Київ, ГДІП, 27 січня 2022 р.), 27 січня 2022
- Розпад Росії: загроза чи шанс? (2) «Українська правда», 24 вересня 2021
- Розпад Росії: загроза чи шанс? (3) «Українська правда», 25 вересня 2021